# Grupo Inuíte
O grupo Inuíte é um grupo dinâmico de satélites irregulares prógrados de Saturno que seguem órbitas similares. Seus semieixos maiores variam entre 11 milhões e 18 milhões de quilômetros, suas inclinações entre 40° e 50°, e suas excentricidades entre 0,15 e 0,48.

Diagrama ilustrando o grupo Inuíte em relação a outros grupos de satélites irregulares de Saturno. A excentricidade das órbitas é representada pelo segmento amarelo (se estendendo do periastro ao apoastro) com a inclinação representada pelo eixo Y.

Os cinco membros do grupo são (ordenados em distância crescente a Saturno):
- Kiviuq
- Ijiraq
- Paaliaq
- Siarnaq
- Tarqeq

A União Astronômica Internacional (UAI) usa nomes tirados da mitologia inuíte para essas luas.
O grupo apareceu bastante homogêneo em observações iniciais, com os satélites apresentando cores vermelha-claras (índices de cores B−V = 0,79 e V−R = 0,51, similares ao grupo Gaulês) 
e espectro infravermelho similar.
No entanto, observações recentes revelaram que Ijiraq é bem mais vermelho que Paaliaq, Siarnaq e Kiviuq. Além disso, ao contrário das outras três luas, o espectro de Ijiraq não apresenta uma absorção fraca perto de 0,7 μm. Essa característica é atribuída a uma possível hidratação de água.
A homogeneidade espectral (com exceção de Ijiraq) é compatível com uma origem comum na quebra de um único objeto, embora a dispersão dos parâmetros orbitais exija mais explicação. Ressonâncias seculares recentemente relatadas entre os membros pode providenciar uma explicação para a dispersão pós-colisional.